# Papuogryllacris leeuweni
Papuogryllacris leeuweni är en insektsart som först beskrevs av Heinrich Hugo Karny 1930.  Papuogryllacris leeuweni ingår i släktet Papuogryllacris och familjen Gryllacrididae. Inga underarter finns listade i Catalogue of Life.